# Demografía de Alemania

Mapa de densidad demográfica de Alemania en 2019.

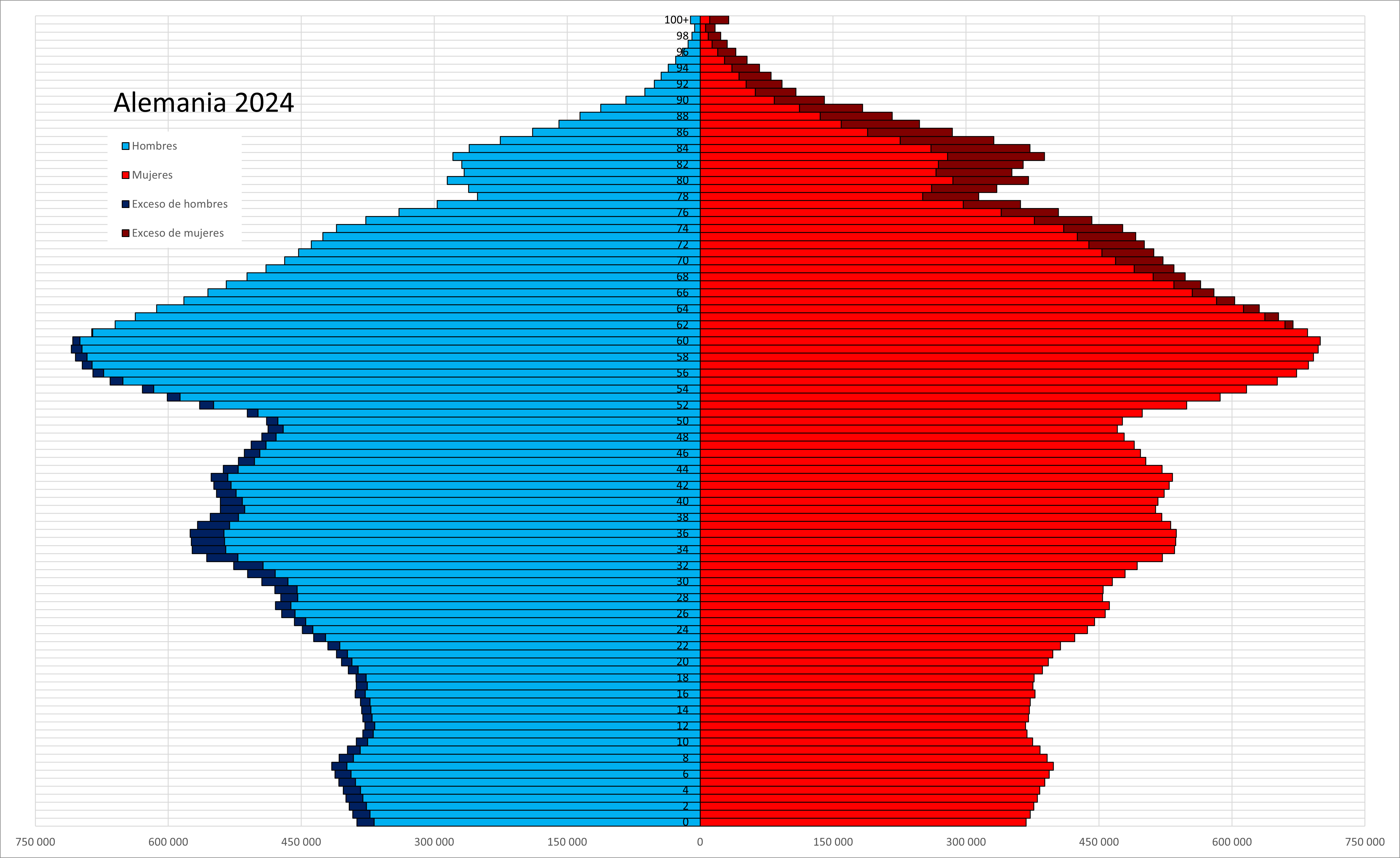
Pirámide de población de Alemania en 2024

La demografía de Alemania es supervisada por la Statistisches Bundesamt (Oficina Federal de Estadística de Alemania). Según el primer censo desde la reunificación, la población de Alemania en 2023 era más de 84 millones, lo que lo convierte en el segundo país europeo más poblado (solo después de Rusia) y el decimosexto país más poblado del mundo.
La densidad demográfica media ronda los 223 hab./km² (una de las mayores del continente), siendo la 59 nación más densamente poblada del mundo. Alemania tiene una serie de grandes ciudades, siendo Berlín la más poblada, sin embargo la mayor aglomeración urbana es la región Rin-Ruhr, que se contabiliza dentro de las zonas más densamente pobladas a nivel global (unos 1.334 hab/km²).
La pirámide de población de Alemania es de contracción:
13.3 % son jóvenes (10 608 878)
66.1 % son adultos (52 725 326)
20.6 % son ancianos(16 431 796)
Esto significa que es un país muy desarrollado con baja natalidad y mortalidad, con alta esperanza de vida (81 años), buena atención médica, y buen sistema educativo.

## Evolución histórica
Alemania
Fronteras históricas.
- Año 1 cuentan 1-4 millones.
- Año 300 calculan en 6 millones.
- Año 1200 calculan en 8 millones.
- Año 1350 calculan en 12 millones.
- Año 1500 calculan en 12 millones (no creció por la peste negra).
- Año 1600 calculan en 15 millones.
- Año 1650 calculan en 10 millones (la caída se debe a la guerra de los treinta años).
- Año 1700 calculan en 15 millones.
- Año 1750 calculan en 17 millones (cerca de 7 millones en Prusia).
- Año 1800 calculan en 25 millones.

Fronteras de 1871.
- Año 1816 se cuentan 22,4 millones.
- Año 1820 se cuentan 26,4 millones.
- Año 1830 se cuentan 29,4 millones.
- Año 1840 se cuentan 32,6 millones.
- Año 1850 se cuentan 35,3 millones.
- Año 1860 se cuentan 37,6 millones.
- Año 1870 se cuentan 40,8 millones.

### Imperio alemán
- Año 1880 se cuentan 45,2 millones.
- Año 1890 se cuentan 49,4 millones.
- Año 1900 se cuentan 56,4 millones.
- Año 1910 se cuentan 64,9 millones (en las fronteras de 1919 se cuentan 58,5 millones).
- Año 1913 se cuentan 67 millones.
Se estima que 8 millones de alemanes emigran a América, en particular a Estados Unidos.

### República de Weimar
- Año 1922 se cuentan 61,9 millones.
- Año 1930 se cuentan 65,1 millones.

### Alemania Nazi

Mapa del desarrollo de población en los distritos entre 2017 y 2020

- Año 1933 se cuentan 66 millones.
- Año 1939 se cuentan 69 millones

### Alemania Occidental
- Año 1946 se cuentan 46,6 millones.
- Año 1950 se cuentan 50,8 millones.
- Año 1960 se cuentan 55,4 millones.
- Año 1970 se cuentan 60,7 millones.
- Año 1980 se cuentan 61,6 millones.
- Año 1988 se cuentan 61,4 millones.

### Alemania Oriental
- Año 1946 se cuentan 17,5 millones.
- Año 1950 se cuentan 18,4 millones.
- Año 1960 se cuentan 17,2 millones.
- Año 1970 se cuentan 17,1 millones.
- Año 1980 se cuentan 16,7 millones.
- Año 1988 se cuentan 16,7 millones.

### República Federal de Alemania
- Año 1990 se cuentan 79,4 millones .
- Año 2000 se cuentan 82,8 millones (contándose de 7 a 10 millones de inmigrantes, en su mayoría europeos).
- Año 2015, 79,8 millones de habitantes.

## Lenguas
El alemán es el idioma oficial del país y lo hablan casi todos los ciudadanos. Existen varios dialectos regionales, algunos de los cuales difieren sustancialmente del alemán estándar.
La minoría lingüística más grande está constituida por unos 100 000 sorabos (descendientes de las tribus eslavas denominadas wendos o vendos por los alemanes en época medieval) que viven en la región de Lusacia, en la que se encuentran las ciudades de Cottbus y Bautzen, y hablan una lengua eslava.
Unos 10 000 habitantes en Schleswig Meridional hablan algunas variedades del danés como lengua materna.
En el curso de la inmigración desde 1960, más de 1,5 millones de habitantes tienen el turco como lengua materna, muchos de los cuales no tienen ningún conocimiento o solo muy limitado del alemán.

## Religión
| Religión en Alemania (2021) | Religión en Alemania (2021) | Religión en Alemania (2021) | Religión en Alemania (2021) | Religión en Alemania (2021) |
| --------------------------- | --------------------------- | --------------------------- | --------------------------- | --------------------------- |
| Religión                    | Religión                    |                             | Porcentaje                  | Porcentaje                  |
|                             |                             |                             |                             |                             |
| Iglesia Católica            | Iglesia Católica            |                             | 34 %                        | 34 %                        |
| Protestantismo              | Protestantismo              |                             | 31 %                        | 31 %                        |
| Irreligión                  | Irreligión                  |                             | 28 %                        | 28 %                        |
| Islam                       | Islam                       |                             | 3 %                         | 3 %                         |
| Iglesia ortodoxa            | Iglesia ortodoxa            |                             | 3 %                         | 3 %                         |
| Otras religions             | Otras religions             |                             | 1 %                         | 1 %                         |

| Nombre                   | Fieles     | Porcentaje en la población | Año  | Fuente |
| ------------------------ | ---------- | -------------------------- | ---- | ------ |
| Iglesia católica         | 22 600 300 | 27,2 %                     | 2019 | FOWID  |
| Protestantismo           | 20 713 200 | 24,9 %                     | 2019 | FOWID  |
| Islam                    | 4 325 000  | 5,2 %                      | 2019 | FOWID  |
| Iglesia Ortodoxa Griega  | 654 000    | 0,82 %                     | 2015 | REMID  |
| Iglesia Nueva Apostólica | 638 400    | 0,80 %                     | 2015 | REMID  |
| Iglesia Ortodoxa Rumana  | 478 000    | 0,60 %                     | 2015 | REMID  |
| Iglesia Ortodoxa Serbia  | 399 000    | 0,50 %                     | 2015 | REMID  |
| Budismo                  | 245 000    | 0,30 %                     | 2005 | REMID  |
| Judaísmo                 | 200 000    | 0,24 %                     | 2005 | REMID  |
| Iglesia Ortodoxa Rusa    | 383 040    | 0,48 %                     | 2015 | REMID  |
| Testigos de Jehová       | 319 200    | 0,40 %                     | 2005 | REMID  |
| Hinduismo                | 88 000     | 0,11 %                     | 2005 | REMID  |
| Iglesias bautistas       | 86 500     | 0,10 %                     | 2005 | REMID  |

## Migración
| Alemanes                                                                | 75 059 000 |
| Turcos                                                                  | 1 527 118  |
| Polacos                                                                 | 674 152    |
| Italianos                                                               | 574 530    |
| Rumanos                                                                 | 355 343    |
| Griegos                                                                 | 328 564    |
| Croatas                                                                 | 263 347    |
| Serbios                                                                 | 252 468    |
| Rusos                                                                   | 221 413    |
| Búlgaros                                                                | 183 263    |
| Austríacos                                                              | 179 772    |
| Húngaros                                                                | 156 812    |
| Españoles                                                               | 146 846    |
| Neerlandeses                                                            | 144 741    |
| Portugueses                                                             | 130 882    |
| Ucranianos                                                              | 127 942    |
| Franceses                                                               | 123 281    |
| Sirios                                                                  | 118 196    |
| Fuentes: 1                                                              |            |
| Crecimiento de la población alemana desde 1800 (en miles de habitantes) |            |

Alemania ha sido históricamente un país de emigrantes e inmigrantes (véase "Gastarbeiter").
El constante envejecimiento que la población alemana ha experimentado en los últimos decenios, obliga al Estado a adoptar nuevas formas para lograr un mayor flujo inmigratorio; sin embargo, Alemania tiene un sistema de leyes menos desarrollado respecto al flujo migratorio que otras naciones como Francia o el Reino Unido.
En Alemania viven 7 millones de extranjeros, igual a un 8,5 % de la población. Esta cifra ha disminuido aproximadamente en 600.000 individuos respecto a los últimos años, ya que aumentó el número de extranjeros que adquirieron un pasaporte alemán y disminuyó el flujo de inmigración debido al endurecimiento de las leyes de asilo.
Más de un millón de personas obtuvieron un pasaporte alemán entre 2000 y 2005. De éstos, 200 000 son niños nacidos en Alemania de padres extranjeros. Uno de cada cuatro recién nacidos tiene un padre o una madre extranjeros y cada quinto matrimonio es mixto.
Independientemente de que tengan o no pasaporte alemán, 15 millones de personas son inmigrantes o hijos de inmigrantes y uno de cada cinco matrimonios es binacional en Alemania.
Por otra parte, el programa llamado Green Card lanzado en el año 2000 fue un fracaso y no logró impulsar la inmigración de técnicos cualificados que pretendía.
Alemania no reconoce muchos de los estudios realizados en universidades de países del Tercer mundo, aun si el nivel académico sea igual o incluso superior al de las universidades alemanas. Tal es el caso de ingenieros informáticos provenientes de la India.

### Emigración
Tan solo en el 2004 Alemania registró un incremento de cerca del 20 % en la tasa de emigración.
A los clásicos destinos de emigración como Estados Unidos, Canadá y Australia se les suman España, Reino Unido, Francia, Sudáfrica y Suecia.
La mayor parte de los emigrantes son hombres de entre 25 y 44 años, personas de educación media con profesiones técnicas.

### Ilegales
Según el Informe 2003 sobre Migración, en Alemania hay un mínimo de 90 000 ilegales, procedentes en su mayoría de países de la Europa del Este, en especial polacos y rusos, así como africanos y latinoamericanos. La mitad de ellos en Berlín. Se trata de un cálculo conservador hecho a partir de los casos detectados por la policía.
Los ilegales sufren la exclusión de los servicios de sanidad y del sistema escolar. Sin embargo, hay colegios que no se interesan por el estado civil del estudiante y anteponen el derecho a la educación del niño.
Un estudio de la Oficina para Conflictos Interculturales e Integración Social (AKI) dice que los ilegales en Alemania no son un problema que crezca rápidamente, pues quienes llegan en pateras a las costas europeas, no alcanzan Alemania; por tanto, los ilegales en este país llegan por tierra.
Alemania no promueve ninguna campaña de legalización de emigrantes ilegales.

### "Jobcard"
Los trabajadores en los sectores de la construcción y la gastronomía están obligados en todo momento a portar la tarjeta de seguro social, en la que constan sus datos personales, así como sus contribuciones al seguro social. Este tipo de controles trata de inspeccionar la situación de los trabajadores in situ, lo que facilita el control sobre el trabajo ilegal y el salario mínimo. La policía alemana hace redadas en empresas sospechosas de emplear a inmigrantes ilegales, y en caso de confirmarse la sospecha, no solo son apresados los inmigrantes ilegales, sino que se multa también a la empresa.